# Santiago Ojeda
Santiago Ojeda (Piura, 26 aprile 1951) è un ex calciatore peruviano, di ruolo centrocampista.

## Carriera

### Club
Ha giocato nella massima serie del campionato peruviano con Sport Boys, Atlético Chalaco e Alianza Lima.

### Nazionale
Con la Nazionale peruviana ha giocato 5 partite nel 1975, vincendo la Copa América 1975.